# Christopher Stills
Pour les articles homonymes, voir Stills.
Christopher Stills, né le 19 avril 1974 à Boulder (Colorado), est un auteur-compositeur-interprète franco-américain.

## Biographie
Né en avril 1974, il est le fils du musicien américain Stephen Stills et de la chanteuse française Véronique Sanson. Après une succession d'épisodes judiciaires, sa mère, Véronique Sanson, obtient sa garde. En 1979, ses parents se séparent. À douze ans, il reçoit sa première guitare.
En janvier 1998, Christopher Stills sort son premier album intitulé 100 Year Thing chez Warner, un album de blues rock chanté en anglais, plutôt bien accueilli par la critique.
Après un silence de presque huit ans au cours desquels il envisage d'arrêter la musique et de quitter la Californie et Los Angeles où il habite, pour devenir « boulanger quelque part dans le Sud de la France », Christopher Stills parvient à reprendre le cours de sa carrière en sortant, le 3 octobre 2005, chez V2, un deuxième opus sobrement intitulé Chris Stills. Christopher a écrit et composé la majorité de l’album. Jean-Louis Murat a également écrit un texte ainsi que Boris Bergman. Figurent également deux reprises de Stephan Eicher (La Fin du Monde et Démon). Les morceaux La Fin Du Monde et Fool For Love ont par ailleurs fait l'objet d'un clip. Un mini EP live de sept titres, enregistré au Palais des congrès de Paris, sort en 2006.
Précédemment, en 2004, il compose pour Véronique Sanson le titre Longue Distance sur l'album du même nom. En 2010, sur l'album de sa mère Plusieurs Lunes, ils chantent une nouvelle fois en duo (sur l'une de ses compositions), Say My Last Goodbye (ils ont également chanté déjà ensemble, en 1995, le titre Run sur la compilation Sol En Si).
Le 26 janvier 2006, il se produit à Paris pour un concert unique au Café de la Danse et effectue en mai de la même année une tournée européenne (Angleterre, Allemagne, Belgique et Pays-Bas) ainsi qu'une tournée française en première partie de Tom Mc Rae. Après une autre mini-tournée européenne en octobre 2006 en première partie de Richard Ashcroft, il se produit le 12 novembre au Réservoir à Paris pour un seul concert avec son ami d'enfance Andy Scisco et Paul Personne. En août 2007, Christopher Stills partage l'affiche avec Mandy Moore pour une tournée dans des petites salles aux États-Unis et au Canada. Le 26 novembre 2008, il joue encore dans cette même salle du Réservoir, dévoilant ainsi au public de nouvelles compositions. Une nouvelle fois, Paul Personne est à ses côtés lors de la jam finale.
De janvier 2009 à janvier 2010, il interprète le rôle de Jules César dans la comédie musicale Cléopâtre, mise en scène par Kamel Ouali, au Palais des sports de Paris et dans les zénith de province. Christopher Stills fait également la première partie en octobre d'Eddy Mitchell à l'Olympia et sur la scène de Bercy, le 28. Il donne un concert unique sur la scène du Sentier des Halles à Paris le 2 novembre 2010, accompagné de Pierre Jaconelli à la guitare et Matthieu Rabaté à la batterie.
Il est à l'affiche de Requiem pour une tueuse sorti sur les écrans le 23 février 2011, premier long métrage de Jérôme Le Gris, aux côtés de Clovis Cornillac, Mélanie Laurent et Tchéky Karyo. À l'automne 2011, Il effectue une tournée européenne avec l'Américain Ryan Adams, qui passe notamment par le Trianon à Paris le 2 novembre.
En 2013, Christopher Stills rejoint sur scène Crosby, Stills, Nash and Young, le 5 juillet, à l'Olympia de Paris, pour un duo avec son père Stephen sur Treetop Flyer, puis en rappel avec tout le groupe. Le 27 octobre, il donne un concert privé à Paris, au club Le Silencio, où Véronique Sanson le rejoint au piano sur Full Tilt Frog. On a pu le voir également dans quelques épisodes de la saison 5 et 6 de la série américaine Shameless, puis en première partie de la nouvelle tournée de sa mère, Les Années américaines, du 3 au 13 février 2015 à l'Olympia et pour quelques dates en Province. Il signe également la musique d'un titre, Docteur Jedi et mr Kill, sur le dernier album de Véronique Sanson, Dignes, Dingues, Donc..., paru en novembre 2016.
Le 19 novembre de la même année, Chris Stills offre au public parisien un show intimiste piano-guitare-voix aux Bains-Douches. Le 15 septembre 2017, le morceau This Summer Love est disponible sur toutes les plateformes de téléchargement. Le 30 octobre, il interpréte deux titres, dont Ohio de Neil Young, sur la scène du Café de la Danse en invité du groupe BNQT (en). Puis, il assure durant six soirs (15, 16, 17, 21, 22 et 23 décembre) à l'Olympia, dans les zéniths de Province et à la Scène Musicale (13 et 14 avril), la première partie de Véronique Sanson. Les 3 janvier et 12 février 2018, au Petite Amour à Paris, il fait la promotion de son nouvel album Don't Be Afraid sorti le 2 février 2018 chez Sony Rupture et le 23 mars aux États-Unis, puis se produisit au Café de La Danse le 26 avril pour un concert unique ainsi que le 19 juin, au bar du Crillon. Il joua le 19 avril 2019, le jour de son anniversaire, au Printemps de Bourges pour un concert unique. Les 24, 26 et 27 avril, il assura la première partie de Véronique Sanson au Dôme de Paris - Palais des Sports.
En 2023, Christopher Stills apparait sur l'album Folkocracy de Rufus Wainwright. Il sort le 8 septembre 2023 un EP de six titres, "Where Love Is Found", prélude à un album qui sortira courant 2024. Chris Stills était également en concert au Café de la Danse le 29 avril 2024. Auparavant, il a effectué la première partie de Véronique Sanson au Grand Rex les 22, 23 et 24 avril et qu'il retrouvera les 3 et 4 juin dans cette même salle. 
Père de deux filles, il se remarie en 2023.

## Filmographie
- 2011 : Requiem pour une tueuse de Jérôme Le Gris